# Frieda et Diego Rivera
Frida et Diego Rivera est un tableau réalisé par la peintre mexicaine Frida Kahlo en avril 1931 à San Francisco, aux États-Unis. Cette huile sur toile est le portrait en pied du couple de jeunes mariés que l'artiste forme avec son confrère Diego Rivera. Elle s'y représente ajustant un châle rouge sur sa robe verte alors que de l'autre main elle tient celle de son nouvel époux, lequel porte une palette et semble surtout d'une taille exagérée. L'œuvre est originellement destinée au mécène Albert Bender qui va soutenir financièrement le musée qui porte son nom, Frida va faire apparaître ce nom dans le cartellino en espagnol ou il va être écrit :"Aqui nos veis, a mi Frieda Kahlo, junto con mi amado esposo Diego Rivera pinté estos retratos en la bella ciudad de San Francisco California para nuestro amigo Mr Albert Bender y fué en el mes de abril del año 1931." en français: "Vous nous voyez ici, moi Frieda Kahlo et mon mari bien-aimé Diego Rivera. J'ai peint ces portraits dans la belle ville de San Francisco, en Californie, pour notre ami M. Albert Bender. C'était au mois d'avril de l'année 1931." elle nous présente une colombe volant au-dessus de son autoportrait. La toile est aujourd'hui conservée au musée d'Art moderne de San Francisco.